# Dannazione (film)
Dannazione (Liebe, Tod und Teufel) è un film del 1934 diretto da Heinz Hilpert e Reinhart Steinbicker.
I due registi, sotto la supervisione di Raoul Ploquin, girarono anche Le Diable en bouteille, versione francese della storia tratta da The Bottle Imp, un racconto di Robert Louis Stevenson pubblicato nel 1891.

## Trama
Il giovane marinaio Kiwe viene un giorno in possesso di una meravigliosa bottiglietta che può far avverare tutti i suoi sogni. Basta che lui desideri qualcosa e il desiderio si avvera. Ma il prezzo da pagare è l'anima, che da quel momento appartiene al diavolo. L'unico modo per salvarsi, è quello di trovare un altro compratore ma, ad ogni passaggio di mano, il prezzo della bottiglia deve essere sempre minore di quello precedente.
Kiwe desidera la ricchezza e diventa ricco. All'inizio è felice, ma poi si rende conto del pericolo che corre. Cerca quindi un nuovo compratore. Quando incontra la bella Kokua, si innamora e pensa di sposarsi. Ma viene colpito da una terribile malattia: l'unica soluzione sarebbe quella di ritrovare la bottiglietta che, con il suo potere magico, lo potrebbe salvare. Ma la bottiglia sembra sparita nel nulla. Passa qualche tempo e, finalmente, Kiwe ritrova il nuovo proprietario. Il suo prezzo è calato spaventosamente e ora costa solo un centesimo: sarà impossibile rivenderla. Ciò nonostante, per salvarsi la vita, Kiwe la ricompera.

## Produzione
Il film fu prodotto dall'Universum-Film AG (UFA) (Berlin) (Herstellungsgruppe Karl Ritter). Durante la lavorazione, gli vennero assegnati svariati titoli: Das unsterbliche Glück, Der gläserne Fluch, Zwei auf Hawai.

## Distribuzione
Distribuito dall'Universum-Film Verleih GmbH (Ufa) (Berlin), uscì nelle sale cinematografiche tedesche dopo una prima tenuta al Gloria-Palast di Berlino il 21 dicembre 1934. L'anno seguente, l'Ufa Film Company lo presentò anche negli Stati Uniti nella versione originale non sottotitolata, che fu proiettata per la prima volta il 24 maggio 1935.